# Friedrich Jürgens
Friedrich Joachim Christian Jürgens (* 23. August 1825 in Lübeck; † 11. Oktober 1903 in Ottensen) war ein deutscher Gärtner und Bankdirektor.

## Leben und Wirken
Friedrich Jürgens stammte aus einer Lübecker Gärtnerfamilie. Sein Vater verstarb, als Friedrich Jürgens Jugendlicher war. Die Mutter brachte ihm privat Zeichnen, Botanik, Englisch und Französisch bei. Im Alter von 14 Jahren wurde er konfirmiert. Anschließend ging er nach St. Petersburg. Hier erhielt er eine kaufmännische Ausbildung in einem Kontor, das einem Deutschen gehörte, der eine große Maschinenfabrik besaß. Jürgens zeigte besonderes Interesse für Bautechnik und galt als mathematisch hochbegabt. Sein Lehrherr ermöglichte ihm einen einjährigen Besuch auf einem Polytechnikum. Anschließend kehrte Jürgens in den Lehrbetrieb zurück, wo er eine Stelle als Ingenieur erhielt. Nachdem die Fabrik durch ein Feuer zerstört worden war, ging Jürgens auf Wunsch seiner Mutter 1842 zurück nach Lübeck. Er machte hier im 16. Lebensjahr eine dreijährige Lehre in der Gärtnerei Steltzner & Schmalz Nachfl. des Kunstgärtners Johann Christian Wilhelm Hartwig. Nach Abschluss der Lehre unternahm er eine einjährige Studienreise durch Deutschland, Belgien und England.
1845 zog Jürgens nach Altona, wo er als Obergehilfe in der Gärtnerei C.W.E. Putzcke arbeitete. Seine erste Arbeit bestand ein Jahr später aus dem Fährhausgarten auf der Insel Steinwerder. Die Gärtnerei erhielt dadurch derart viele weitere Aufträge, dass sich Jürgens 1847 selbstständig machte. Neben seinem Firmensitz in Ottensen übernahm er die bestehende Geritz’sche Baumschule und führte sie als Geritz Nachfolger in Nienstedten fort. Dort züchtete er große Baumsolitäre, die er nutzte, um Gartenanlagen raumbildend und dekorativ zu gestalten.
Sein Sohn Rudolph Jürgens übernahm 1876 die Landschaftsgärtnerei in Ottensen. Die Baumschule in Nienstedten behielt Friedrich Jürgens selbst. 1890 nahm er an der Gartenbauausstellung in Berlin teil. Auf 1200 Quadratmetern zeigte er 196 Baumsolitäre in 84 Sorten, was einen bedeutenden logistischen Aufwand darstellte.

## Gärten und Parkanlagen
Jürgens trat auch als Gestalter von Gärten und Parkanlagen hervor. Dabei verzichtete er u. a. darauf, nahe an Häusern formale Elemente der Gärten anzulegen. In seinen Anlagen verwendete er große, langgezogene Lichtungen, verschiedene Blickpunkte auf Gewässer. Er hob die lokale Vegetation hervor und achtete auf die Färbung des Bewuchses im Herbst. Er gestaltete Parks für viele Wohnhäuser und Villen in Hamburg und Schleswig-Holstein. Hiervon sind zumeist nur Teilflächen erhalten; Dokumentation und Forschung hierzu unvollständig bis nicht vorhanden.
1856 gestaltete Jürgens für Carl Hermann Merck einen Park, dessen Gelände heutzutage den Namen Hessepark trägt. Ebenso legte er Parks für die Landhäuser von Robert Flor (1794–1874) in Dockenhuden und Georg Friedrich Vorwerk in Flottbek an. Neben dem Landhausgarten de Vos in Itzehoe, der dort heute Stadtpark ist. Für seinen Landsitz in Lokstedt ließ sich Wilhelm Amsinck 1868/70 von Martin Haller ein repräsentatives Haus errichten. Den dazugehörigen englischen Landschaftsgarten legte Jürgens an. Nach 1956 wurde ein Teil als Amsinckpark öffentlich zugänglich. 1863 gestaltete er den Zoologischen Garten in Hamburg. Neben den Gutsgärten in Meischenstorf (Ortsteil von Wangels), die 1866 entstanden, baute er von 1882 bis 1884 den Garten von Schloss Breitenburg um. Besonders bekannt wurde er für die Internationale Gartenbauausstellung 1869, die im Alten Elbpark mit dem Stintfang stattfand. Jürgens kuratierte die Veranstaltung und führte sie durch. Weitere Anlagen sind im Rheinland und in Sachsen zu finden.
Die Parks und Anlagen Friedrich und Rudolph Jürgens sind in Belegen mitunter falsch zugeordnet.

## Wirken als Bankdirektor
Da sein Vater früh verstorben war, war seine Mutter schon in jungen Jahren Witwe geworden. Aus diesem Grund hatte Jürgens 1852 eine Gärtner-Witwenkasse gegründet, für die er sich bis an sein Lebensende einsetzte. Nachdem er seine Gärtnerei 1876 an seinen Sohn Rudolph abgegeben hatte, wurde Friedrich Jürgens von 1877 für 6 Jahre Ortsvorsteher von Ottensen. Da er nicht wiedergewählt wurde, übernahm er die Verwaltung der Landesbrandkasse. Ab 1891 hatte er eine leitende Funktion in der Führung der Ottenser Bank. Bei seinem Tod war er Bankdirektor.

## Ehrung
Seit 1903 erinnert die Jürgensallee in Othmarschen und Nienstedten an Friedrich Jürgens.